# Nizozemščina
Nizozémščina (nizozemsko Nederlands) je zahodnogermanski jezik, ki ga govori okoli 20 milijonov govorcev po vsem svetu, predvsem pa na Nizozemskem in v Belgiji. Različica nizozemščine, ki jo govorijo v Belgiji, se imenuje flamščina. Nizozemsko ime za jezik je Nederlands. Holandščina (Hollands) pa je narečje, ki ga govorijo v nizozemski pokrajini Holandiji, ne nizozemščina na splošno. Veliko ljudi se trudi razločiti flamščino od nizozemščine, vendar se flamski jezik pravzaprav ne razlikuje bistveno od nizozemskega jezika, je le njegova različica.